# Домбровське (Елцький повіт)
Домбровське (пол. Dąbrowskie, нім. Eichensee) — село в Польщі, у гміні Простки Елцького повіту Вармінсько-Мазурського воєводства.
Населення — 87 осіб (2011).

## Демографія
Демографічна структура станом на 31 березня 2011 року:
|          | Загалом | Допрацездатний вік | Працездатний вік | Постпрацездатний вік |
| -------- | ------- | ------------------ | ---------------- | -------------------- |
| Чоловіки | 46      | 11                 | 30               | 5                    |
| Жінки    | 41      | 11                 | 19               | 11                   |
| Разом    | 87      | 22                 | 49               | 16                   |